# Soest (Duitsland)
Soest ([zoːst]; Soestⓘ) is een stad en gemeente in de Duitse deelstaat Noordrijn-Westfalen, gelegen in de Kreis Soest. Ten zuiden van de aan de rand van de Soester Börde gelegen stad strekt zich een heuvelrug, de Haarstrang, uit, die nog verder zuidelijk in het Sauerland overgaat.
De gemeente telt 47.206 inwoners (31 december 2020) op een oppervlakte van 85,81 km².

## Stadsdelen

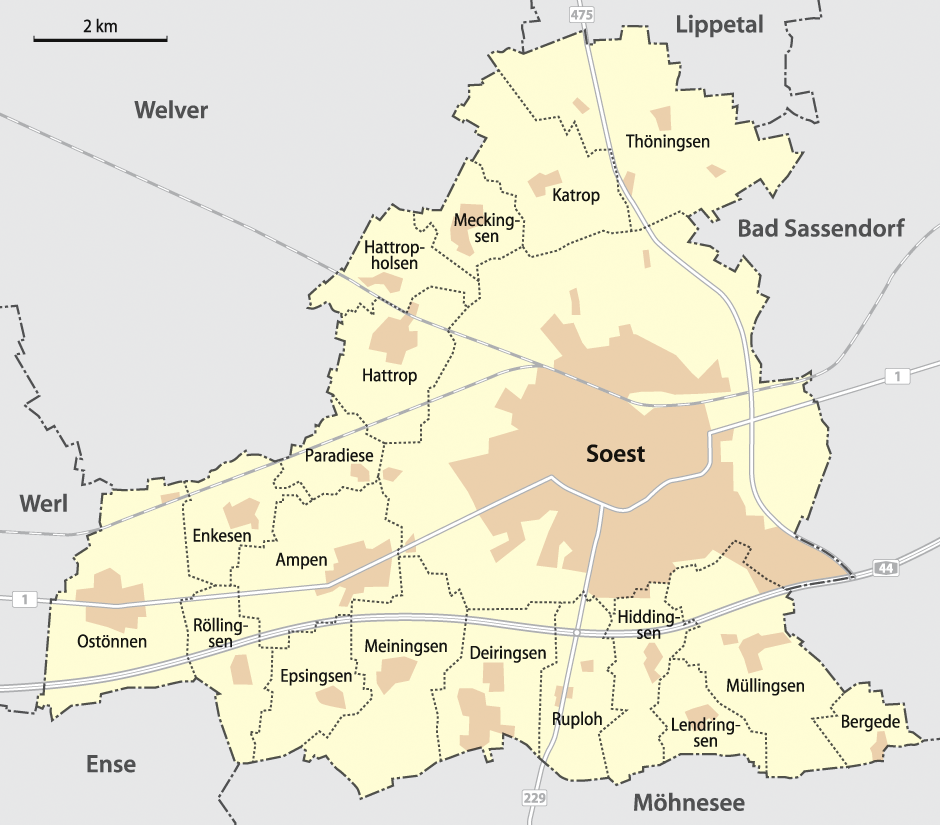
Stadsdelen van Soest

Van de, in het kader van gemeentelijke herindelingen per 1 juli 1969, bij Soest gevoegde 18 omliggende dorpen (zie bovenstaand kaartje)  is Ampen, ten westen van de stad, met circa 1.750 inwoners het grootste. Ook Deiringsen  in het zuidwesten (ruim 1.300) en Ostönnen in het uiterste westen (ruim 1.050)  hebben meer dan duizend inwoners.

## Verkeer en vervoer
- Auto: De autobahn A 44 loopt in oost-westrichting; bij de stad zijn 2 afritten: nr. 56 (kruising B 229 via Möhnesee naar Arnsberg) en oostelijker nr. 57 (kruising met de weg van Soest naar Oberbergheim en Niederbergheim en verder het Sauerland in).

Op het al zeer oude, soms kaarsrechte tracé van de Westfaalse hellweg verloopt, recht in oost-westrichting, de Bundesstraße 1, oostelijk naar Paderborn en westelijk naar Werl, Unna en Dortmund.
- Trein: Vanaf het station, dat iets ten noordwesten van het centrum ligt, kan men per trein naar Hamm, Lippstadt en Paderborn (T-splitsing van twee lijnen).
- Bus: Vanaf station Soest vertrekken diverse stads- en streekbussen. Een der stadsbuslijnen rijdt door naar de Möhnesee, 10 km ten zuiden van de stad. Het dorpje Ostönnen is eindpunt van een buslijn via Ense naar Neheim-Hüsten, met overstapmogelijkheden van en naar Soest-centrum en Werl.
- Fiets: Enige voormalige spoorlijnen zijn vervangen door langeafstandsfietspaden.

## Economie
De stad heeft de dienstensector als belangrijkste bestaansbron, gevolgd door het toerisme.
De industrie omvat o.a. een bedrijf van Nestlé in voor kleine kinderen bestemde producten, waar geneeskrachtige kruiden in zijn verwerkt, en een fabriek voor taarten, cake, koekjes e.d.
Een grote werkgever in de stad is ALSO, een groothandel in computers en toebehoren.
In de stad is een Amtsgericht (lagere rechtbank), alsmede een overheidsinstelling gevestigd, die toezicht houdt op de kwaliteit van onderwijsinstellingen in Noordrijn-Westfalen. Tevens is er het centrale archief voor de islamitische instellingen in heel Duitsland gevestigd. In Soest bevinden zich enige afdelingen van de universiteit van Paderborn, met name op agrarisch en technisch gebied.

## Geschiedenis

### Prehistorie en oudheid
Al rond 5000 v.Chr. leefden hier dragers van de Bandkeramiek-cultuur.
In het huidige stadscentrum zijn bij archeologisch onderzoek vanaf 1990 duidelijke sporen van een aardwerk van de neolithische Michelsbergcultuur ontdekt.
In het dorpje Hiddingsen , 1 km buiten de stad, is een megalietgraf van ca. 3000 v.C. ontdekt, dat mogelijk van mensen uit de Trechterbekercultuur geweest is.
Dit alles wijst op zeer oude menselijke activiteit.
Het niet al te regenachtige klimaat, de aanwezigheid van zeer vruchtbare lössgrond (de zgn. Soester Börde) en van natuurlijke bronnen, waarvan er enkele zouthoudend zijn, waren allemaal factoren, die vroege menselijke bewoning en landbouw begunstigden.
De klassieke oudheid ging bijna geheel ongemerkt aan het door Germanen bewoonde gebied rondom Soest voorbij.

### Middeleeuwen
In de vroege middeleeuwen was Soest (Sosat, Latijn: Susatum), gelegen aan de Westfaalse hellweg, een belangrijke handelsroute van het westen naar het oosten van Duitsland, een van de belangrijkste steden van Duitsland.
In 962 verkreeg Soest dankzij de Keulse aartsbisschop Bruno de Grote ook kerkelijk groot belang. Bruno had het gebeente van Patroclus van Troyes, een in die tijd veel vereerd heilige en martelaar, naar Soest laten overbrengen. Daarvoor werd de Patrokli-Dom, een zeer belangrijke in romaanse stijl gebouwde kerk, gesticht. De Keulse aartsbisschoppen verbleven regelmatig in Soest om er hun grote belangen in Westfalen te regelen.
Al in de 11e of 12e eeuw was de handel -langs de Hellweg- van belang. Dat de stad over de mogelijkheid van zoutwinning en dus het conserveren van voedselproducten beschikte, was van groot voordeel. Kooplieden uit Soest stichtten met die van andere Westfaalse steden in 1253 de Werner Stedenbond, om elkaar bij te staan in juridische en veiligheidskwesties. Met andere stedenbonden groeide deze in de 14e eeuw uit tot de Hanze.
Voor heel Duitsland belangrijk is het Soester Stadtrecht, het model van de stadsrechten, die Soest zeker al in het midden van de 12e eeuw bezat, en waarvan alleen exact bekend is, dat ze in 1252 met extra handelsprivileges zijn uitgebreid door de Rooms-Koning Willem II van Holland.
Onder andere het in 1160 verleende stadsrecht van Lübeck, dat ook weer door andere steden is nagevolgd, is opgesteld naar het voorbeeld van het Soester Stadtrecht. Ook ca. 65 andere steden verkregen hun stadsrechten naar het Soester voorbeeld, o.a. Lippstadt, Siegen en Rostock.
Details over de inhoud van het Soester stadsrecht kennen wij uit drie oude documenten: de Alte Kuhhaut, de Neue Kuhhaut en de Schrae (van oudnoords skrae = gedroogde huid met een wettekst erop). De stukken zijn dus genoemd naar het materiaal (huiden/ perkament) ,waarop geschreven werd. Van de Schrae is een aanvulling, het Nequam- of nietsnuttenboek, bewaard gebleven. Het is voorzien van bizarre, afschrikkend werkende illustraties van de draconische middeleeuwse straffen op landloperij, straatroof en andere misdrijven.
Omstreeks 1200 was Soest met 10.000 inwoners na Keulen en Regensburg de derde stad van Duitsland. In de steengroeve van het ca. 20 km ten oosten van Soest gelegen Anröchte werd de voor Soest typerende groenachtige zandsteen gewonnen, waaruit zoveel kerken en andere oude gebouwen in de stad zijn opgetrokken.
In de late middeleeuwen steeg het inwonertal tot ca. 20.000, maar andere Duitse steden groeiden sneller, zodat Soest een heel eind daalde op de ranglijst van grote Duitse steden. Dit komt mede, doordat de stad tevergeefs had getracht, meer politieke en economische onafhankelijkheid af te dwingen van de landsheer, het aartsbisdom Keulen oftewel Keurvorstendom Keulen. Er werd na de zogenaamde Soester Fehde in 1449 wel een politieke overwinning behaald, maar de politieke eenheid met het Westfaalse achterland, en daarmee het handelsnetwerk, ging verloren. De stad, nu deel van het Hertogdom Kleef, was aangewezen op de (nog wel ruime) inkomsten uit het landbezit in de Soester Börde.

### Vanaf de 16e eeuw
Vanaf 1531 was Soest, waar veel aanhangers van Philipp Melanchthon woonden, protestants. De inrichting van de meeste kerkgebouwen werd hieraan aangepast.
Tussen 1570 en 1616 was Soest berucht om de vele heksenvervolgingen, er hebben 67 heksenprocessen plaatsgevonden. De slachtoffers hiervan werden overigens, postuum, in de 20e eeuw gerehabiliteerd. Na een stroperij-incident werd het Mariabeeld uit de Wiesenkirche in 1661 op last van de Keulse aartsbisschop naar het katholiek gebleven Werl overgebracht, waar de bedevaart opnieuw opbloeide.
Het boek Der abenteuerliche Simplicissimus (1669) van de hand van  Hans Jakob Christoffel von Grimmelshausen speelt gedeeltelijk in het klooster Paradiese in het gelijknamige gehucht ten westen van Soest. Dat klooster heeft tot 1803 echt bestaan. De resterende gebouwen ervan zijn anno 2019 in gebruik als speciale kliniek voor oncologie.
In 1609 kwam de stad door vererving in handen van Brandenburg-Pruisen. In de Dertigjarige Oorlog daalde het inwonersaantal dramatisch, tot enkele duizenden. Er zou later wel een zeker herstel optreden, maar Soest zou voortaan een stad van slechts provinciale betekenis blijven. De Pruisen trokken in de 18e eeuw geleidelijk alle stadsprivileges in; in 1809 verloor Soest haar rechten in de Soester Börde, en in de eerste helft van de 19e eeuw brokkelde de oude stad, ook letterlijk, steeds meer af.
In 1849 kreeg de stad een spoorwegstation. Maar pas aan het eind van de 19e eeuw trad, o.a. door de komst van een groot rangeerstation voor goederentreinen en een suikerfabriek, economisch herstel van betekenis in. In de Tweede Wereldoorlog werd de buurt rond het station, dat van militair strategisch belang werd geacht, door de geallieerden meermalen gebombardeerd, wat de stad veel oorlogsschade bezorgde. In de stad was ook een krijgsgevangenenkamp voor officieren gevestigd.
Na 1945 werd de stad een garnizoensstad voor NAVO-troepen eerst uit Canada, later uit België. Kort na de bevrijding werd de stad met een nieuwe wijk uitgebreid om een groot aantal Duitse vluchtelingen uit het Pools geworden Silezië te huisvesten.
Meer welvaart kwam er door het herstel van werkgelegenheid, later vooral in de dienstensector, en weer later door de aanleg van de autobahn A44 langs de stad. De kazerne en het terrein van het vroegere Vijfde Linie Bataljon (Argoner kazerne) doen nu dienst als universiteitscampus. Andere kazernes zijn afgebroken (1Gr) of staan nog ongebruikt leeg.

## Bezienswaardigheden
- De Patrokli-Dom midden in de stad: dit is cultuurhistorisch een van de belangrijkste romaanse kerkgebouwen van geheel Duitsland. Gebouwd in de 10e eeuw. De monumentale toren is 80 meter hoog. Het gebeente van St. Patroclus berust in een messing schrijn; het oorspronkelijke schrijn van goud en zilver uit de 14e eeuw moest in 1841 verkocht worden, om onderhoud aan het gebouw te bekostigen, en is later verloren gegaan. De kerk werd in 1817 en door bombardementen tijdens de Tweede Wereldoorlog zwaar beschadigd maar steeds opnieuw hersteld. Een van de klokken in het carillon is in 2015 door klokkengieterij Eijsbouts gemaakt.
- De St. Petri-Kirche (Pieterskerk, in het plaatselijk dialect: Alde Kerke, Oude Kerk) staat naast de Dom. Het oudste, drieschepige romaanse deel dateert van rond 1150 en verving een zaalkerkje uit omstreeks 800. Later werd er een gotisch koor aangebouwd. Ook deze kerk is, o.a. in 1709 en in de Tweede Wereldoorlog, diverse keren zwaar beschadigd en daarna gerestaureerd.
- De Nicolaikapelle, gebouwd na 1200 geldt in Duitsland als architectonisch belangrijk. Ze bevatte vroeger een altaarretabel uit ca. 1400 uit de school van Konrad von Soest. Dit is niet meer hier aanwezig, maar in het Landesmuseum für Kunst und Kulturgeschichte Münster. In 1852 stichtte Adolph Kolping hier een van de gezellenverenigingen, die later het Kolpingnetwerk zouden worden.
- De kerk Sankt Maria zur Wiese, of: Wiesenkirche, met twee gerestaureerde torenspitsen; in gebruik als evangelisch-lutherse kerk. In de 13e eeuw in gotische stijl gebouwd als Maria-bedevaartskerk. Het als wonderdadig beschouwde Mariabeeld is rond 1660 naar de stad Werl overgebracht, waar het nog steeds in een bedevaartkerk wordt vereerd. De kerk heeft enige glas-in-loodramen.
- Daarnaast telt de stad nog 5 andere middeleeuwse kerkgebouwen of kapellen.
- Wilhelm-Morgner-Haus: Het in 1962 gereedgekomen gebouw herbergt een museum voor met name moderne kunst vanaf het expressionisme. Tot de collectie behoren veel werken van Wilhelm Morgner, en daarnaast werk van Emil Nolde, Christian Rohlfs, Josef Albers, Otto Modersohn en zijn vrouw, Paula Modersohn-Becker, van Emil Schumacher en van Fritz Winter, lid van de Zen 49-groepering. Ook van de in de 16e eeuw in Soest overleden Heinrich Aldegrever is werk te zien.
- Talrijke vakwerkhuizen uit de 17e-19e eeuw; de vakwerkstijl is ook voor nieuwbouw uit de 20e eeuw op vaak smaakvolle wijze toegepast.
- In het deels uit 1304 daterende Pilgrimhaus, gebouwd als een logement voor pelgrims op weg naar Santiago de Compostela, is een luxe restaurant met klein hotel gevestigd.
- Van de oude stadsomwalling is veel bewaard gebleven of later goed gerestaureerd. Men kan over dan wel langs de stadswallen rondom het oude centrum wandelen, o.a. langs de uit 1230 daterende toren Kattenturm.
- De Möhnesee, een stuwmeer aan de rand van het Sauerland, met watersportmogelijkheden en horeca, ligt in de buurgemeente met dezelfde naam, 10 km ten zuiden van de stad.
- De evangelisch-lutherse Andreaskerk te Ostönnen, ten westen van Soest, heeft een orgel, dat in 1721 uit de Oude St.-Thomaskerk te Soest hierheen is verplaatst. Van de 576 aanwezige orgelpijpen dateren er 326 van voor het jaar 1500. Enkele andere nog intact zijnde onderdelen van het instrument zijn rond 2000 door deskundigen zelfs op het jaar 1421 gedateerd. Daarmee is dit orgel het oudste bespeelbare kerkorgel van geheel Duitsland en een van de vier oudste kerkorgels ter wereld. Ook de 12e-eeuwse kerktoren, die oorspronkelijk los van de kerk stond, is architectonisch interessant.
- Bezienswaardig is ook het rond 1110 gebouwde kerkje van Meiningsen (zie afbeelding).

## Sport
De enige sport, waarin Soest van meer dan regionaal of deelstaatniveau is, is het gewichtheffen, en het powerliften. Ook heeft de stad relatief veel goede worstelaars.

## Foto's

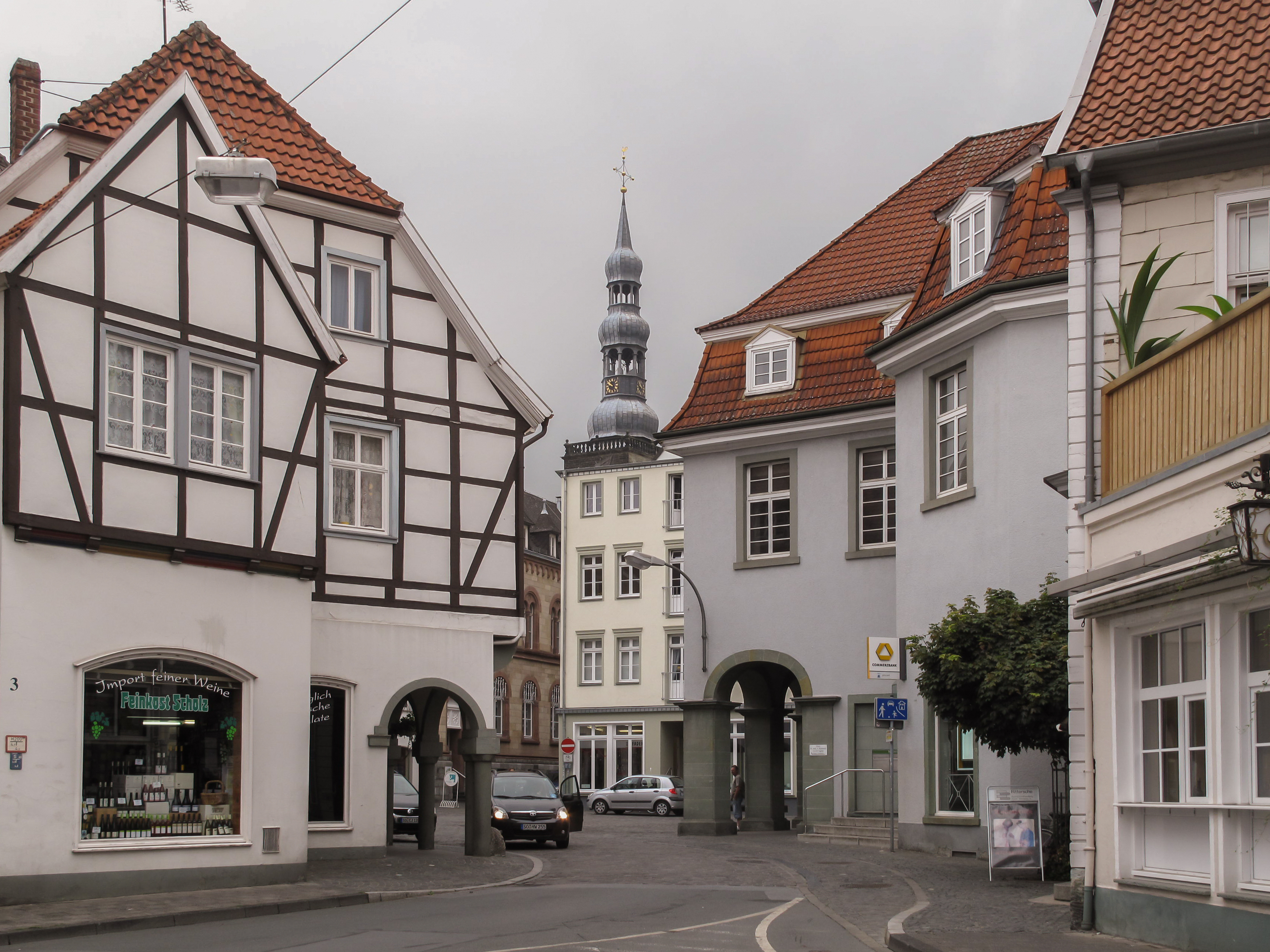
Soest, straatgezicht 1
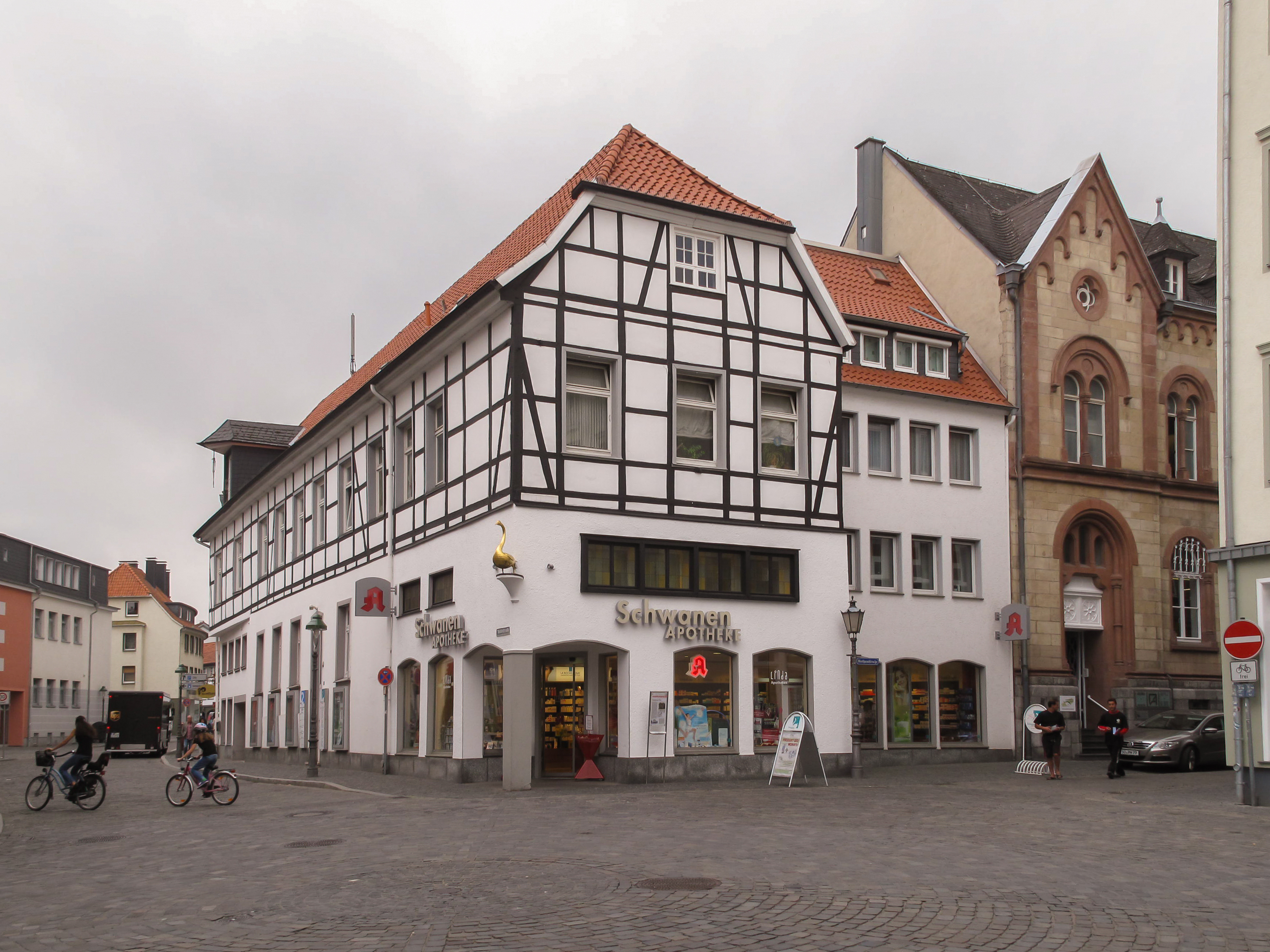
Soest, straatgezicht 2
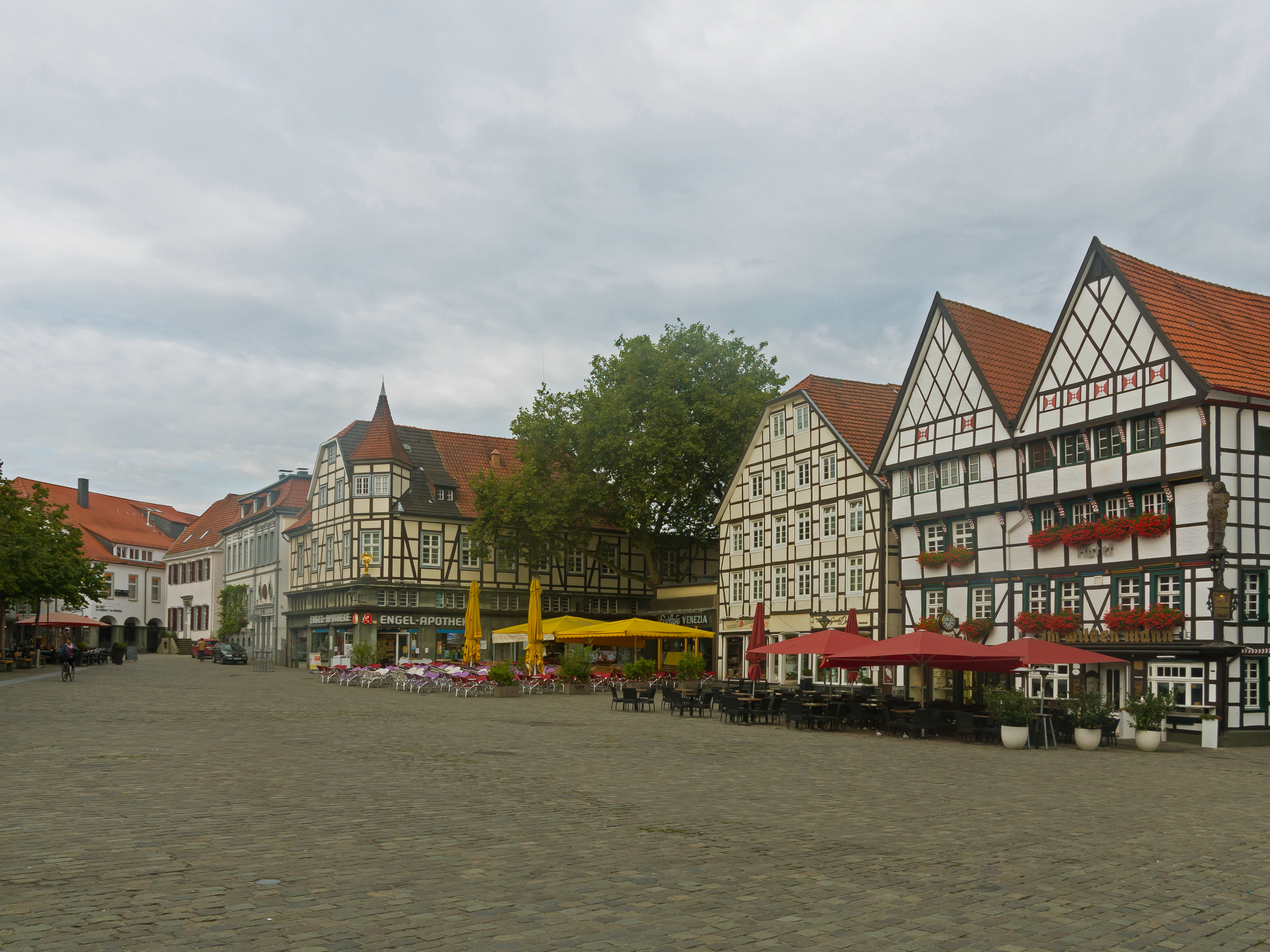
Soest, straatgezicht 3
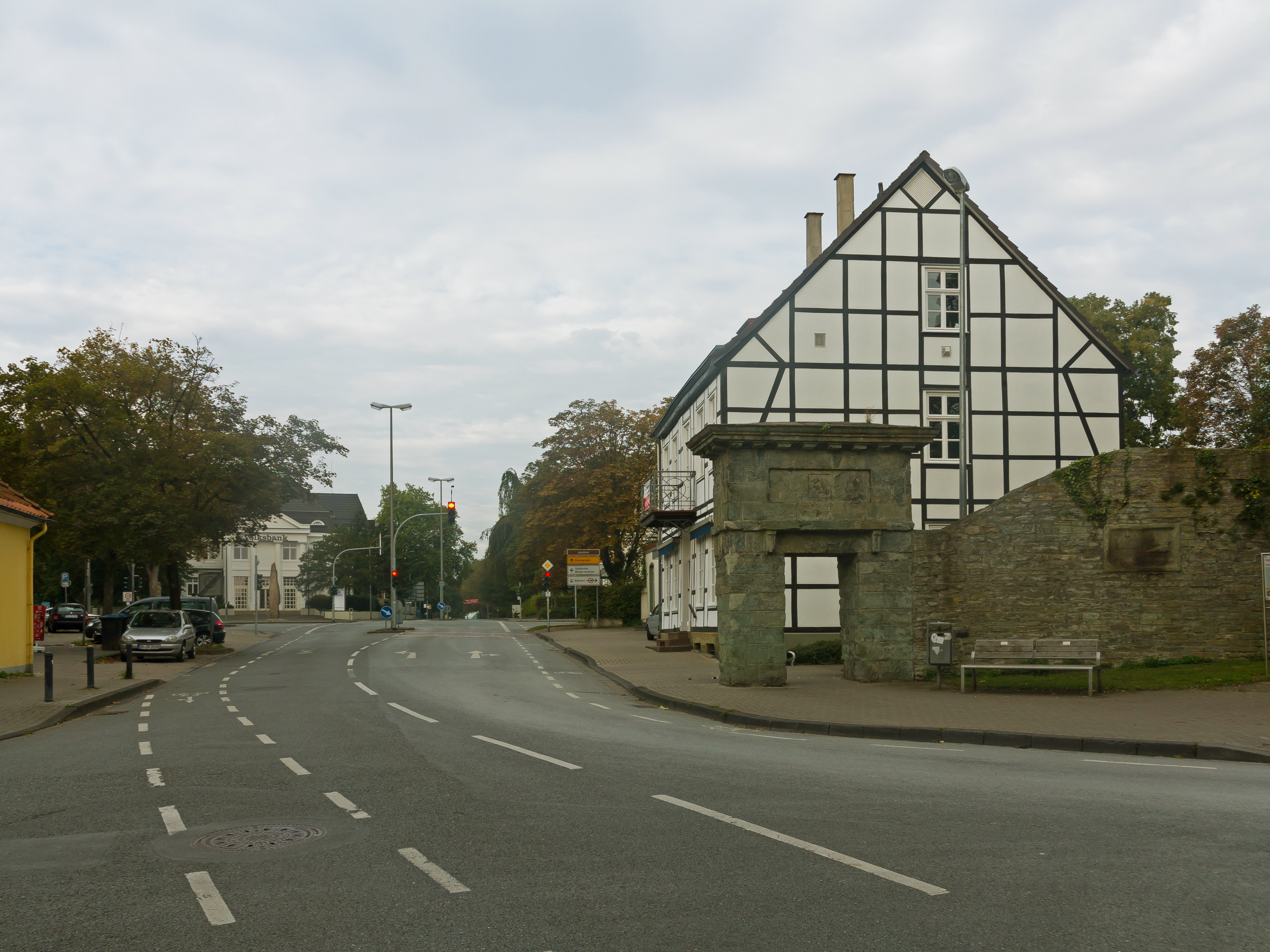
Soest, stadspoort (Jakobitor)
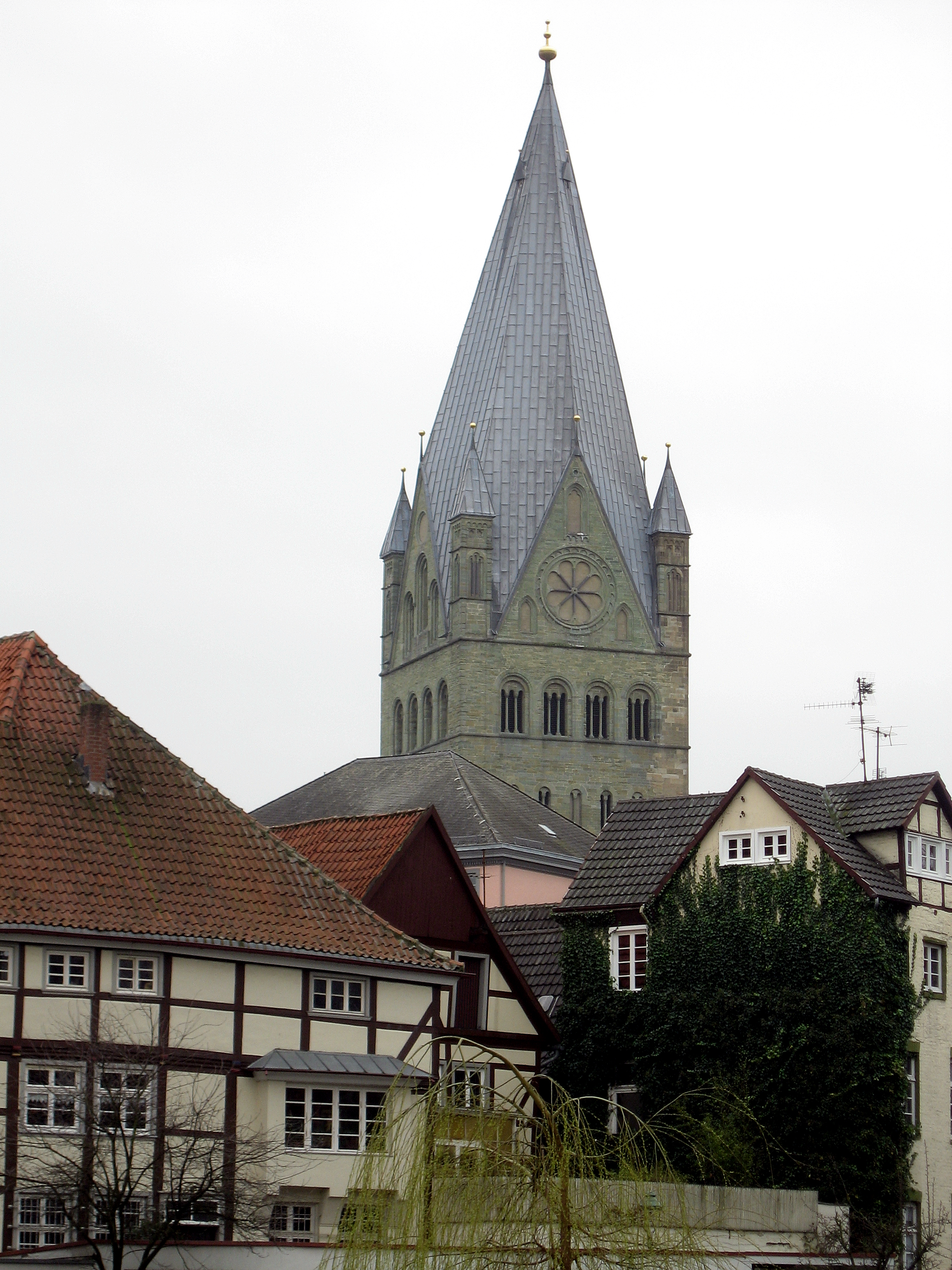
De toren van de St. Patrokli-Dom
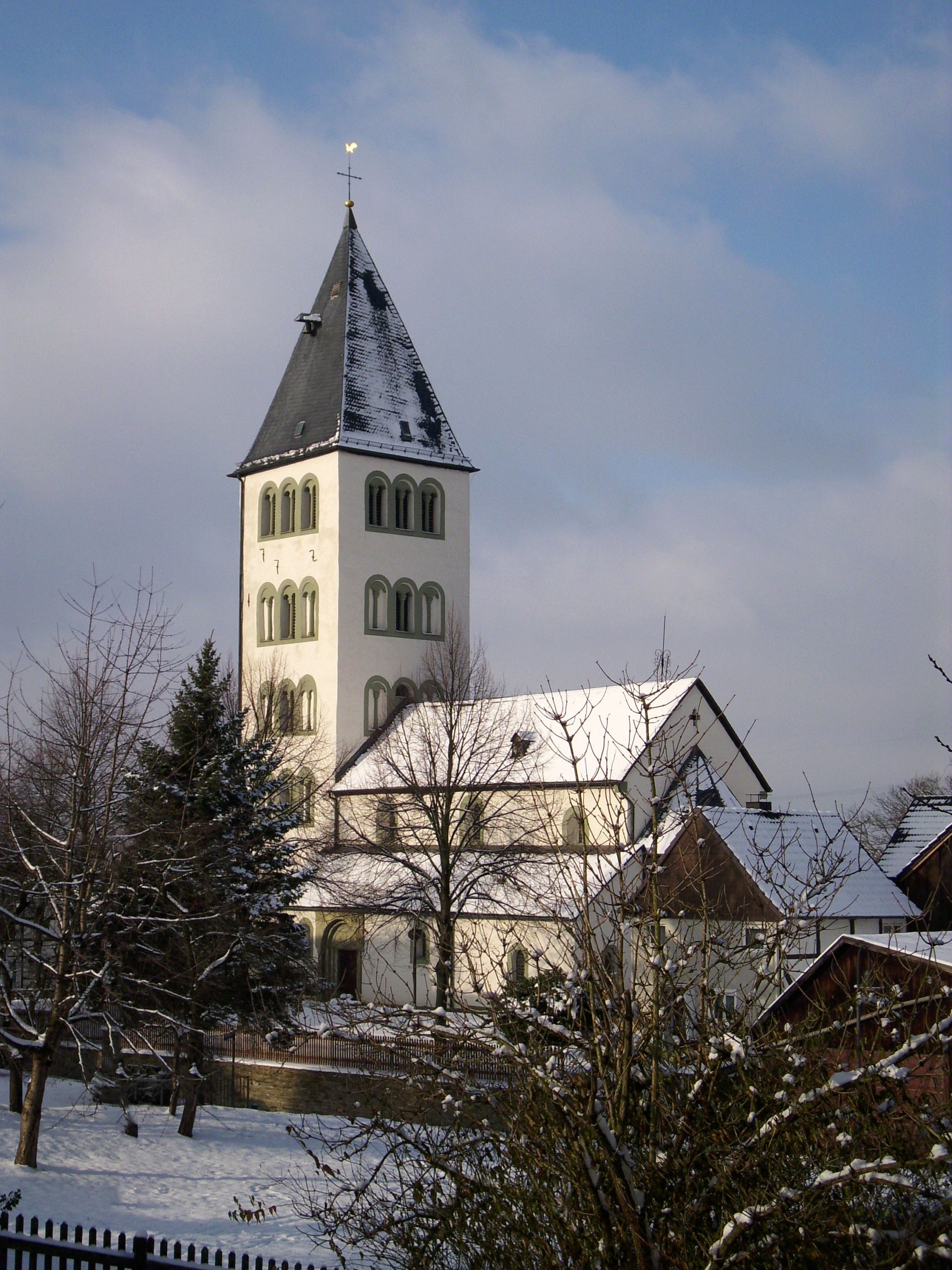
Evang.-lutherse Andreaskerk, Ostönnen
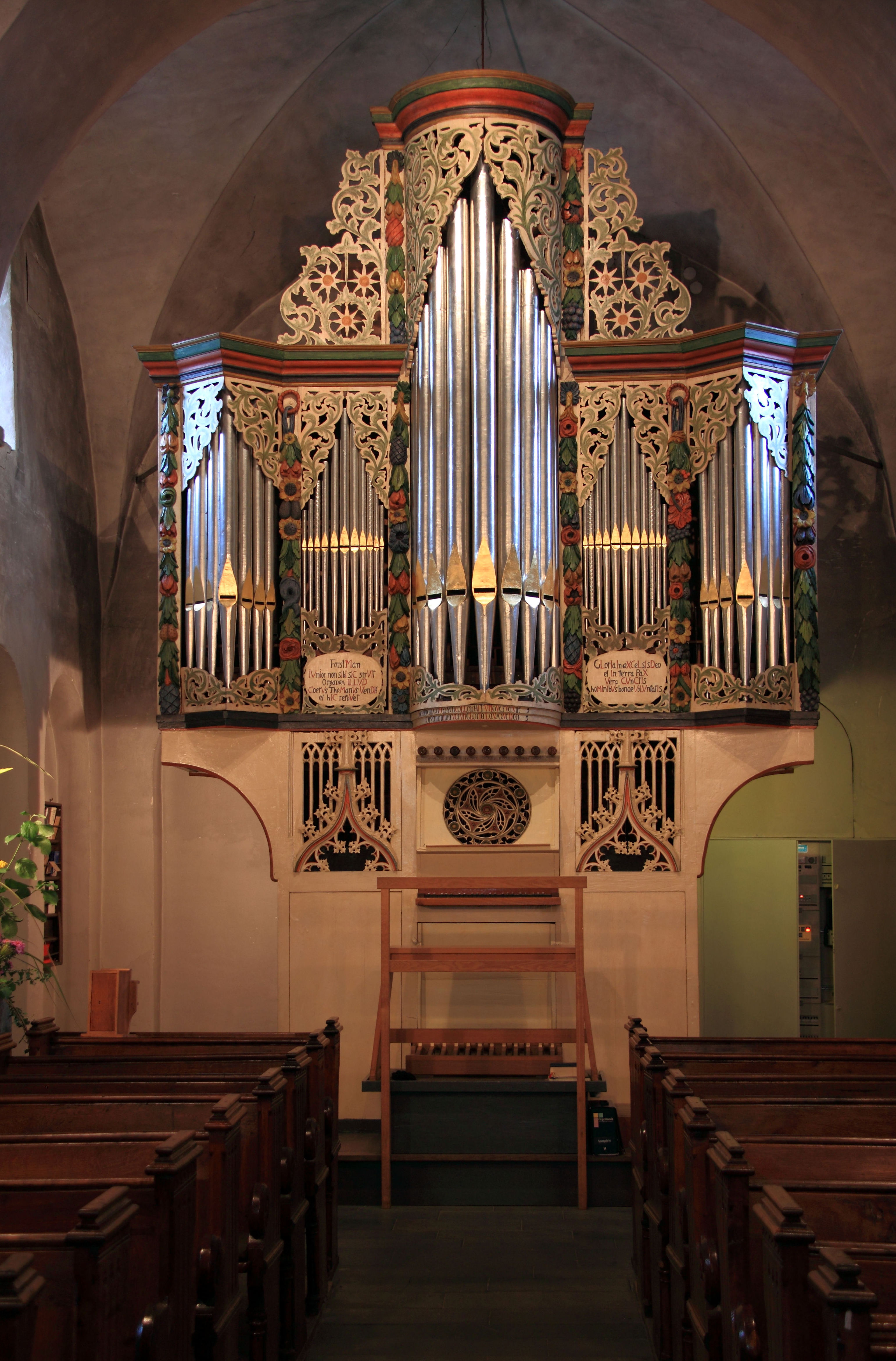
Kerkorgel in deze kerk
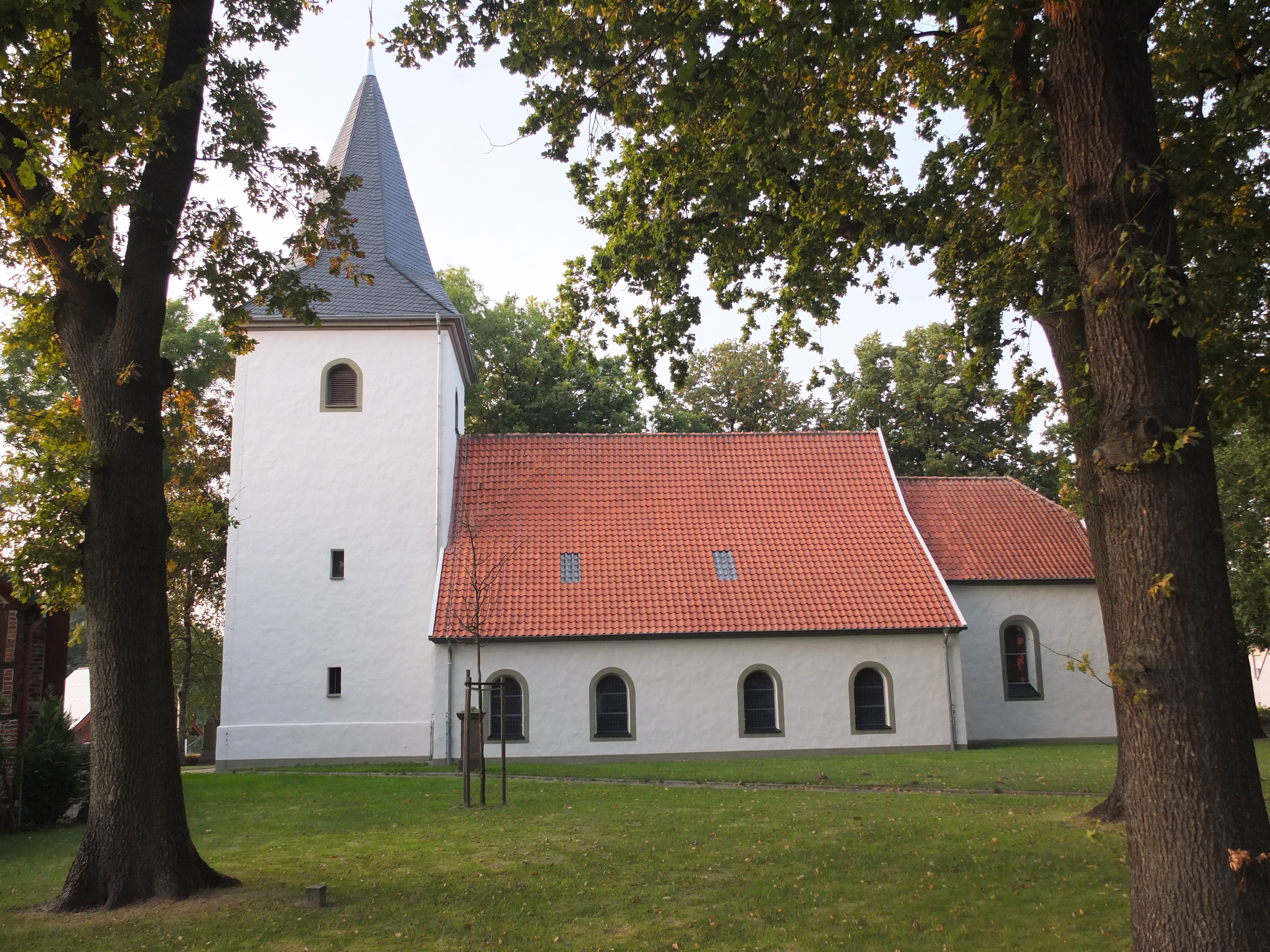
12e-eeuwse St. Matthiaskerk, Meiningsen
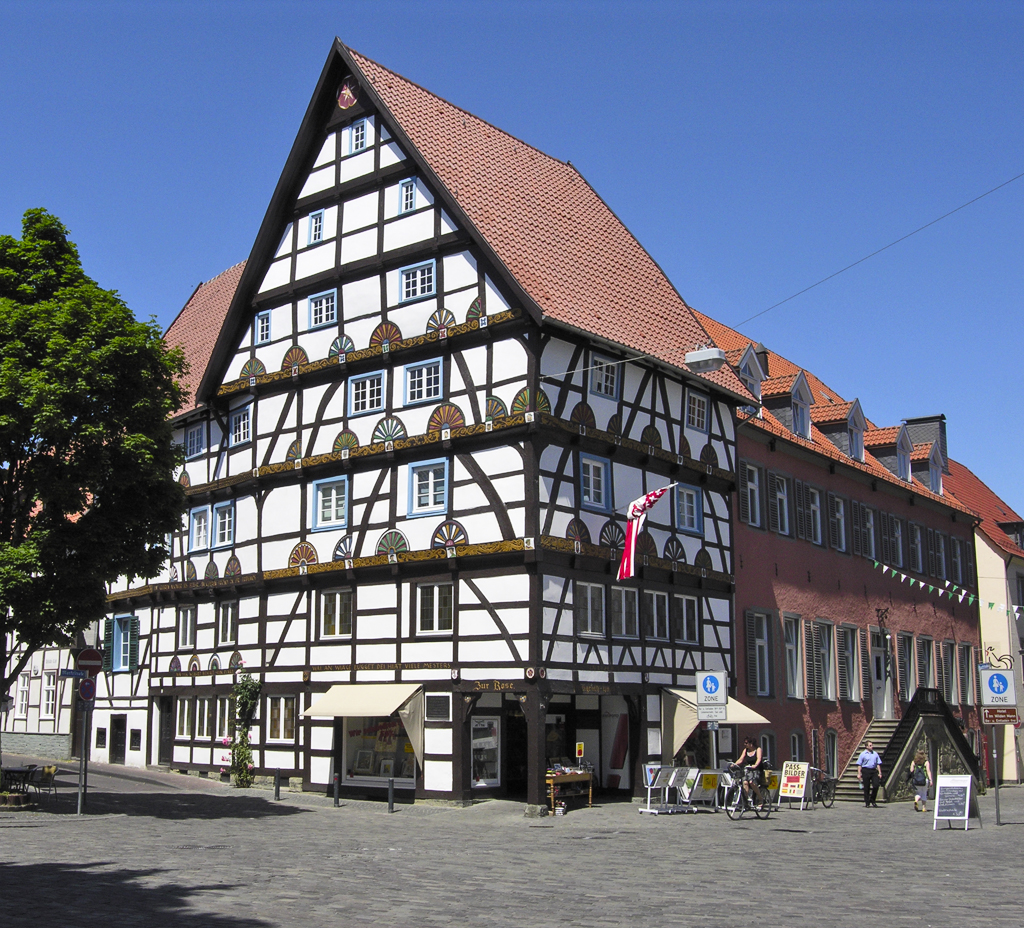
Soest, Haus zur Rose; links daarvan het geboortehuis van de schilder Wilhelm Morgner

## Partnersteden
Soest heeft de volgende partnersteden:
- Bangor (Wales)
- Guérard (Frankrijk)
- Herzberg (Brandenburg, Duitsland)
- Kampen (Nederland)
- Sárospatak (Hongarije)
- Soest (Nederland)
- Strzelce Opolskie (Polen)
- Tienen (België), sinds 1971
- Visby (Zweden)

## Belangrijke personen in relatie tot Soest
- Otto Modersohn (1865-1943), kunstschilder, stichter van de kunstenaarskolonie Worpswede werd in Soest geboren
- Heinrich Aldegrever (1502-tussen 1551 en 1561 overleden te Soest), kunstschilder, graveur en goudsmid
- Conrad von Soest, kunstenaar uit de late gotiek
- Wilhelm Morgner (1891-1917), kunstschilder van het expressionisme, geboren te Soest. Iedere drie jaar looft de stad Soest in samenwerking met andere sponsoren, waaronder een bankinstelling, een prijsvraag voor beeldende kunstenaars uit, de Wilhelm-Morgner-Preis (€ 15.000).
- Walter Grootaers (1955), Belgische zanger en presentator. Frontman van De Kreuners, is geboren in Soest.

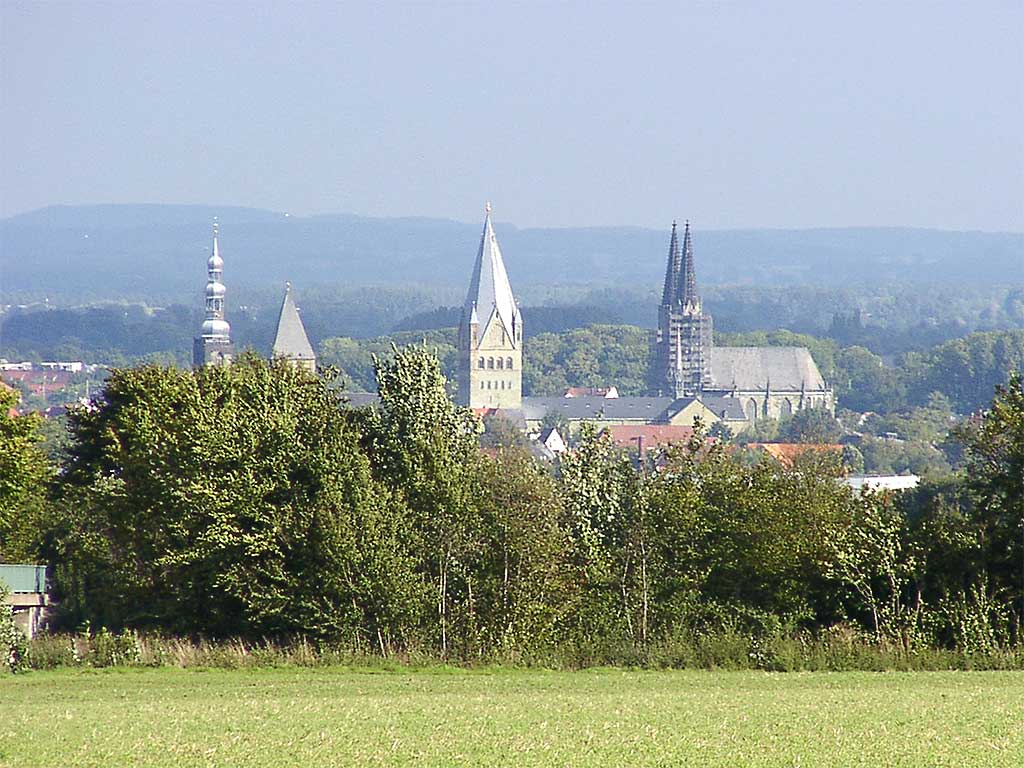
Blik op Soest, vanaf de Haarstrang gezien

Andere hanzen: Vlaamse Hanze van Londen · Hanze der XVII steden
Anröchte · Bad Sassendorf · Ense · Erwitte · Geseke · Lippetal · Lippstadt · Möhnesee · Rüthen · Soest · Warstein · Welver · Werl · Wickede